# Jug Bogdanovac
Jug Bogdanovac (em cirílico: Југ Богдановац) é uma vila da Sérvia localizada no município de Merošina, pertencente ao distrito de Nišava. A sua população era de 494 habitantes segundo o censo de 2011.

## Demografia
| 1948 | 1953 | 1961 | 1971 | 1981 | 1991 | 2002 | 2011 |
| ---- | ---- | ---- | ---- | ---- | ---- | ---- | ---- |
| 592  | 643  | 646  | 606  | 578  | 551  | 474  | 494  |